# Linars
Linars é uma comuna francesa na região administrativa da Nova Aquitânia, no departamento de Charente. Estende-se por uma área de 5,97 km². Em 2010 a comuna tinha 2 109 habitantes (densidade: 353,3 hab./km²).